# Pascal Vahirua
Pascal Vahirua (Papeete, 9 marzo 1966) è un allenatore di calcio ed ex calciatore francese, di ruolo attaccante, vice allenatore del Tefana.

## Palmarès

### Club

#### Competizioni nazionali
- Coppa di Francia: 1

Auxerre: 1993-1994